# Jean Bolikango
Bolikango Akpolokaka Gbukulu Nzete Nzube, mais conhecido como Jean Bolikango (Léopoldville, 4 de fevereiro de 1909 – Liège, 17 de fevereiro de 1982), foi um educador, escritor e político conservador congolês. Ele trabalhou duas vezes como Vice-Primeiro-Ministro da República do Congo (atual República Democrática do Congo) em setembro de 1960 e de fevereiro a agosto de 1962. Desfrutando de sua popularidade substancial entre o povo bangala, ele liderou o Partido da Unidade Nacional (em francês: Parti de l'Unité Nationale) e atuou como um importante membro da oposição no Parlamento no início da década de 1960.
Bolikango começou sua carreira no território Congo Belga como professor em escolas católicas e tornou-se um membro notável da sociedade congolesa como líder de uma associação cultural. Ele escreveu um romance premiado e trabalhou como jornalista antes de se dedicar à política no final da década de 1950. Embora tenha ocupado um posto de comunicação de topo na administração colonial, tornou-se um líder na luta pela independência, tornando-se um dos "pais da independência" no Congo. A República do Congo tornou-se independente em 1960 e Bolikango tentou organizar uma base política nacional que apoiaria sua candidatura a um cargo de prestígio no novo governo. Ele conseguiu criar o Partido da Unidade Nacional e promoveu um Congo unido, tendo laços fortes com a Bélgica. Mais velho do que a maioria de seus contemporâneos e exigindo respeito significativo — especialmente entre seus pares bangalas, ele era visto como o "político mais velho" do Congo. Independentemente disso, suas tentativas de garantir uma posição no governo falharam e ele se tornou um dos principais membros da oposição no Parlamento.
Como o país se envolveu em uma crise nacional, o primeiro governo foi desalojado e sucedido por várias administrações diferentes. Bolikango trabalhou como vice-primeiro-ministro em um dos novos governos antes de um estado parcial de estabilidade ser restabelecido em 1961. Ele foi mediador de conflitos entre facções no Congo e atuou, mais uma vez, como vice-primeiro-ministro em 1962, antes de retornar à oposição parlamentar. Depois que o ditador Joseph-Désiré Mobutu assumiu o poder em 1965, Bolikango tornou-se ministro em seu governo. Mobutu logo o exonerou, mas foi escolhido para o escritório político do Movimento Revolucionário Popular (em francês: Mouvement Populaire de la Révolution). Bolikango deixou o escritório em 1970. Ele deixou o Parlamento em 1975 e morreu sete anos depois. Seu neto criou a Fundação Jean Bolikango em sua memória para promover o progresso social. O Presidente do Congo concedeu postumamente a Bolikango uma medalha em 2005 por sua longa carreira no serviço público.

## Primeiros anos
Jean Bolikango nasceu em Léopoldville, no território do Congo Belga, em 4 de fevereiro de 1909 em uma família bangala da província de Equador. Em 1917, matriculou-se no Instituto São José, graduando-se em dezembro de 1925, após seis anos de escola primária, dois anos de estudos pedagógicos e um ano de cursos de estenografia e digitação. Ele se tornou um professor licenciado da escola primária no ano seguinte. Bolikango deu aulas em escolas da Congregação do Imaculado Coração de Maria e finalmente no Instituto de São José até 1958. Ele instruiu um total de 1 300 alunos, entre eles o futuro primeiro-ministro Joseph Iléo, futuro primeiro-ministro Cyrille Adoula, futuro ministro das Finanças Arthur Pinzi, futuro ministro de Assuntos Sociais Jacques Massa, futuro dramaturgo Albert Mongita e futuro católico Cardeal Joseph Malula. Em 1946, tornou-se o presidente da Association des Anciens élèves des pères de Scheut (ADAPÉS), cargo que ocupou até sua morte.
Naquele ano, Bolikango, como líder do capital évolués, trabalhou em estreita colaboração com o missionário Raphaël de la Kethulle de Ryhove para criar a Union des Interets Sociaux Congolais (UNISCO), uma sociedade cultural para líderes de associações de elite congolesas. Ele então se tornou seu vice-presidente. A organização foi vista favoravelmente pela administração colonial por seu apego aos ideais sociais belgas, embora mais tarde se tornasse um fórum para a política revolucionária. Em 1954, Bolikango fundou e, por um tempo, atuou como presidente geral da Liboka Lya Bangala, a primeira associação étnica bangala, com sede em Léopoldville. Em 1957, abrangia 48 organizações tribais afiliadas e tinha 50 000 membros. É autor de um romance em Lingala intitulado Mondjeni-Mobé: Le Hardi, que ganhou um prêmio de consolação por escrita criativa da Conferência de Estudos Africanos na Feira Internacional de Gante em 1948. Ele também fez uma apresentação para o concurso de 1949, mas nenhum prêmio foi concedido. Bolikango logo fez amizade com o político Joseph Kasa-Vubu e patrocinou sua eleição como secretário-geral da ADAPÉS para trazê-lo para a UNISCO, promovendo assim a posição política deste último. Bolikango acabou se casando com uma mulher chamada Claire. Ele também obteve um carte de mérite civique da administração belga e esteve na comissão responsável pelo seu serviço prestado aos congoleses merecedores.
Bolikango foi ao exterior pela primeira vez quando participou do funeral de Kethulle de Ryhove, na Bélgica, em 1956. Durante sua viagem de volta, ele parou em Paris para se encontrar com membros africanos do Parlamento francês. Naquele ano ele conheceu um punhado de seus ex-alunos e outros líderes congoleses em sua casa. Juntos redigiram o primeiro manifesto político congolês, Manifeste de Conscience Africaine. Em 1958, renunciou ao cargo de professor e foi a região de Bruxelas para representar a educação católica na Expo 58, sendo responsável pelas relações públicas no Pavilhão das Missões. Isso o levou a estudar técnicas de imprensa, rádio, televisão, cinema e educação de massa no Escritório de Informação e Relações Públicas do Congo Belga e Ruanda-Urundi. Em agosto de 1959, ele foi nomeado Comissário Assistente de Informação no escritório, fazendo dele um dos dois únicos congoleses a ocupar um cargo de funcionário público de segundo grau na administração colonial belga. Nessa capacidade, ele iniciou um estudo comparativo de serviços de informação em toda a África Subsaariana, compilou detalhes sobre políticos congoleses, fez vários discursos e ajudou a projetar cursos de línguas bantas na Universidade de Gante. Escreveu regularmente para o jornal mensal de Léopoldville, intitulado La Voix du Congolais, e para o jornal católico La Croix du Congo. Em 1960, Bolikango iniciou seu próprio periódico, com o título La Nation Congalaise. Em suas contribuições, ele frequentemente defendia a igualdade salarial entre negros e brancos para o mesmo trabalho.

## Carreira política

### Crenças
Bolikango era mais velho que a maioria de seus contemporâneos políticos e era considerado o "político mais velho" da República do Congo. Ele foi rotulado como conservador e "pró-belga". Ele considerou o poeta e político senegalês Léopold Sédar Senghor como principal influência em suas crenças. Ele também admirava Félix Houphouët-Boigny, da Costa do Marfim, por sua "sabedoria e calma". Como outros membros do estabelecimento congolês original, Bolikango buscou um processo de descolonização gradual durante o qual as autoridades belgas deveriam ser negociadas amigavelmente. Ele acreditava que o Congo deveria ser unido de forma ampla e apoiou a formação de uma união de estados africanos.

### Primeiras organizações

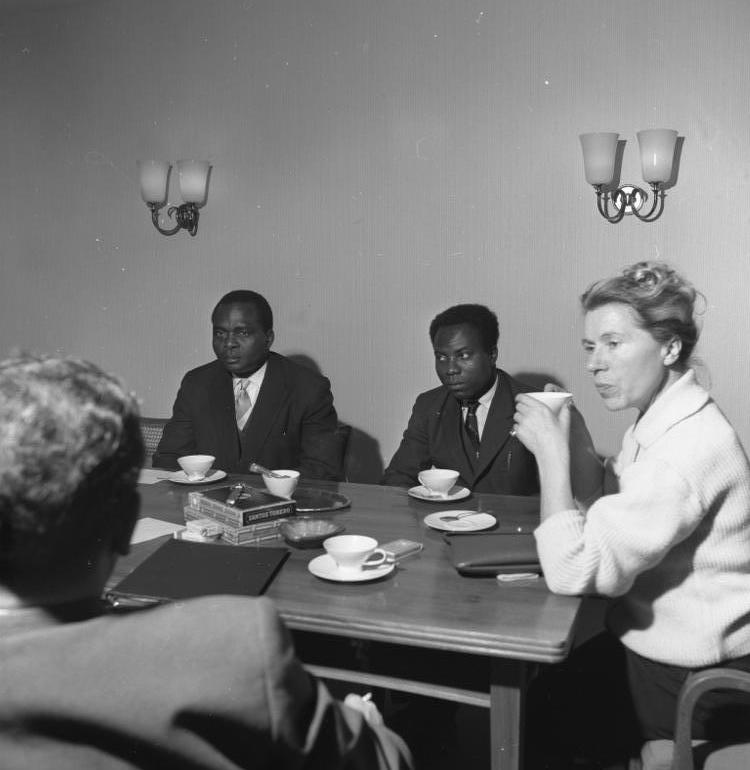
Bolikango (à esquerda) em reunião com políticos em Bona, Alemanha, em fevereiro de 1960

Em 1953, Bolikango tornou-se membro suplente do Conseil de la Province de Léopoldville. Ele trabalhou no cargo por três anos. Em dezembro de 1957, ele ingressou, sem sucesso, nas primeiras eleições municipais de Léopoldville. Os bangalas, como um todo, não se saiu bem na campanha; sua única forma de organização era a Liboka Lya Bangala, por Bolikango, uma associação com pouca coesão. Após as derrotas eleitorais, Bolikango decidiu organizar a Interfédérale, uma federação entre vários grupos regionais e étnicos do norte do Congo que se tornou a base de seu novo Parti de l'unité Congolaise. Quase imediatamente após a sua criação, o partido entrou em colapso devido a diferenças étnicas. Em abril de 1959, Patrice Lumumba pediu a Bolikango para se tornar diretor de seu partido político nacionalista, o Movimento Nacional Congolês (MNC), mas ele nunca se comprometeu com uma decisão. No outono de 1959, o Interfédérale tornou-se parte do Parti National du Progrès (PNP). Bolikango não os seguiu, em vez disso fundou a Front de l'unite Bangala (FUB), um partido político que representa o povo bangala do nordeste do Congo. Entre eles era uma figura popular; Os apelidos dos bangalas foram desde "Sábio" até "Moisés". Ele esperava que, promovendo a ideia de uma grande ethnie bangala, ele pudesse melhorar suas perspectivas políticas. Os bangalas foram unificados apenas como uma facção política na capital, então ele começou a procurar apoio em outros lugares. Ele também foi cofundador do Mouvement pour le Progres National, um partido formado por participantes da exposição da região de Bruxelas.
Bolikango logo depois criou a Association des ressortisants du Haut-Congo (ASSORECO). De 20 de janeiro a 20 de fevereiro de 1960, Bolikango participou da Conferência da Mesa Redonda Belgo-Congolesa, em Bruxelas, para discutir o futuro do Congo sob o domínio belga, trabalhando como o principal delegado da ASSORECO. Ele foi acompanho pelo seu conselheiro político Victor Promontorio, que ele conhecia desde a infância. Bolikango foi nomeado membro da mesa da conferência. Durante as discussões, ele fez uma denúncia inesperadamente contundente da propaganda belga. Ele também atuou como porta-voz da Frente Commun, o guarda-chuva político para todas as delegações congolesas. Nessa condição, em 27 de janeiro, ele revelou publicamente que a independência seria concedida aos congoleses em 30 de junho. Após a conferência, ele viajou com um colega para Bona, na República Federal da Alemanha, para conhecer políticos locais.

### Tentativas de consolidação
Para consolidar seu poder político na província do Equador, Bolikango convocou um congresso para Lisala, que durou de 24 de março a 3 de abril. Assim como seu próprio partido, os demais grupos políticos do Equador careciam do apoio necessário para obter ganhos significativos nas próximas eleições independentes. Bolikango estava ansioso para conquistar um cargo de destaque no governo e pretendia formar uma ampla coalizão com os povos Ngombe, Mongo e Ngwaka e outras minorias na província para alcançá-lo. Para ele, isso poderia ser melhor alcançado por meio de uma aliança de seus próprios grupos, FUB e ASSORECO, com UNIMO, FEDUNEC, UNILAC, e outros chefes locais que ainda não haviam apoiado o PNP.

"Bolikango era um daqueles políticos congoleses que acreditavam que a honestidade e a coerência no discurso eram as características mais importantes dos homens políticos. Ele não aceitaria que alguém estivesse proferindo mentiras, e nem sequer violência ou brutalidade, como uma tática para o sucesso."

A avaliação de Thomas Kanza sobre a abordagem política de Bolikango durante sua candidatura à presidência.
Em seu discurso de abertura do congresso, Bolikango disse que enquanto "os partidos baseados em fundamentos étnicos" deram o primeiro passo em direção a um Congo unificado, o "interesse nacional" do país se baseou em uma "unidade de vontade". Ele enumerou que isso "não significa que cada grupo étnico deva abandonar suas próprias características, mas que através dessas diferenças deve-se procurar formar um conjunto harmonioso". A liderança da UNIMO estava cética em relação à visão unificada de Bolikango para o Congo e permaneceu independente, embora tenha garantido o apoio dos ngombe, alguns dos ngwaka e bangala, e chefes das regiões de Lisala, Bongandanga e Bumba. A FUB fez uma aliança com a ASSORECO e a FEDUNEC, transformando-se no Parti de l'Unité Nationale (PUNA). Apesar de suas tentativas de reunir mais apelo nacional, o novo partido manteve seu viés regional e não conseguiu acumular apoio externo substancial, custando a Bolikango muito de seu apoio em Léopoldville. Ainda assim, esta base política reformada permitiu-lhe ganhar uma posição como deputado nacional do distrito de Mongala na eleição nacional de maio de 1960 por 15 000 votos. Ele usou sua posição como presidente da PUNA para mediar uma disputa entre o partido e as alianças minoritárias na província do Equador, e criar um governo provincial de coalizão. Após as eleições, a PUNA separou-se gradualmente em duas alas diferentes, uma liderada por Bolikango e outra pelo Presidente Provincial do Equador, Laurent Eketebi.
Enquanto isso, o MNC criticou duramente as conexões de Bolikango com os belgas, minando sua reputação tanto no Equador quanto na capital. A Associação dos Bacongos para a Unificação, a Conservação e o Desenvolvimento da Língua Congo (Abako) também o desprezava devido ao seu apoio às missões católicas e à percepção de que ele era "pró-branco". Ele passou o mês de maio viajando pelo Congo, alegando que tinha o apoio de outros líderes do partido em uma aliança contra Lumumba e o MNC. Esta aliança de oposição foi logo anunciada como o Cartel d'Union Nationale. Enquanto Lumumba montava seu gabinete proposto, a Câmara dos Deputados se reuniu em 21 de junho para eleger seus oficiais. Bolikango se candidatou ao cargo de presidente da Câmara, mas perdeu a votação para o candidato do MNC, Joseph Kasongo, por 74 a 58. A eleição subsequente dos oficiais do Senado também indicou uma vantagem multinacional. Percebendo que o bloco de Lumumba controlava o Parlamento, vários membros do Cartel ficaram ansiosos para negociar um governo de coalizão para que pudessem compartilhar o poder, especialmente Bolikango, que esperava garantir o cargo de Ministro da Defesa. Isso não ocorreu, mas ele exigiu, por escrito, uma promessa de Lumumba em apoio à sua tentativa de se tornar o primeiro presidente da República do Congo em troca do apoio de seu partido ao governo de Lumumba.
Bolikango enfrentou seu ex-protegido, o político Joseph Kasa-Vubu, da Abako, na votação parlamentar para a presidência. Lumumba percebeu que os belgas só o aceitariam como primeiro-ministro se Kasa-Vubu ocupasse o cargo, então ele trocou de lealdade, demitindo privadamente Bolikango como um "peão da Bélgica e um protegido dos católicos" e endossando secretamente Kasa-Vubu. Bolikango perdeu a votação parlamentar por 159 a 43 e ficou enfurecido. Além da duplicidade de Lumumba, Bolikango também sofreu nas eleições devido à sua recente associação com a administração colonial e a sua ruptura com o Cartel para negociar com Lumumba. De acordo com seu amigo, Thomas Kanza, a perda foi "o fracasso mais amargo de toda a sua carreira". Ele então ajudou a organizar uma coalizão anti-MNC no Parlamento.

### Crise do Congo
"Onde estão a liberdade e a segurança para todos, prometidas com independência? (...) Como é que, sob o domínio belga, fomos menos mal tratados do que somos hoje? Da mesma forma, como se pode conceber que a economia do país, tão próspera que aqueles que ontem, sob o regime colonial, estavam seguros de seu pão, não tenham mais certeza disso para amanhã? Hoje, em vez de pão, oferecemos toque de recolher e baionetas; uma vez conhecemos a a alegria da cidade, a liberdade de viver. Agora as ruas estão desertas, ocupadas por militares. Isso é independência ou dependência?"

Declaração de Bolikango à imprensa sobre a crise do Congo, em 2 de agosto de 1960.
Durante a crise do Congo que se seguiu à independência congolesa, Bolikango atuou como informante da Agência Central de Inteligência dos Estados Unidos. No início da crise, ele acusou o primeiro-ministro Lumumba de ignorar grupos de oposição e reprimir deliberadamente a dissidência; em 3 de agosto de 1960, ele denunciou oficialmente as políticas de Lumumba. Cinco dias depois, ele anunciou que apoiaria a formação de uma república separada na província de Equador. Em troca, Lumumba o acusou de tramar a secessão da região. Em 1.º de setembro, Bolikango foi preso em Gemena por ordem de Lumumba, ostensivamente por cometer atividades secessionistas e planejar assassinatos de Lumumba e Kasa-Vubu, e levado para a capital. Isso levou a manifestações de seus apoiadores por toda a cidade no dia seguinte. Em 5 de setembro, a Câmara dos Deputados, particularmente incomodada com a prisão de Bolikango, aprovou uma resolução exigindo que todos os membros do Parlamento detidos fossem libertados. Logo depois, o presidente Kasa-Vubu demitiu Lumumba do cargo e o substituiu por Joseph Iléo. Soldados solidários libertaram Bolikango de seu confinamento em 6 de setembro. Durante o breve primeiro mandato de Iléo, de 13 a 20 de setembro, Bolikango atuou como Ministro da Informação e Ministro da Defesa. Em dezembro, ele participou de uma conferência francófona-africana em Brazavile como parte de uma delegação do governo congolês.
Durante o segundo mandato de Iléo, de 9 de fevereiro a 1 de agosto de 1961, Bolikango ocupou o cargo de vice-primeiro-ministro. Nessa altura, sentiu-se ameaçado pelo súbito colapso da unidade política no Congo e apoiou os esforços de recentralização do governo. Participou das conferências de Tananarive e Coquilhatville entre março e abril de 1961, representando Equador e Ubangi, respectivamente, para buscar um compromisso em questões constitucionais. Durante todo o mês de junho, ele trabalhou ao lado de Cyrille Adoula e Marcel Lihau para negociar um acordo entre o governo central e uma rival República Livre do Congo na porção leste do país. Isso culminou em uma conferência em julho que resultou na eleição de Adoula como primeiro-ministro. Bolikango estava certo de que também seria eleito presidente, mas Kasa-Vubu manteve o cargo.
Após a conferência, Bolikango ajudou a mediar as negociações entre Adoula e a figura separatista Moïse Tshombe, líder do Estado do Catanga. Bolikango afirmou que sozinho poderia resolver a situação sentando-se "à moda bantu com as pernas esticadas" em torno de uma mesa com Tshombe. Ele agendou uma conferência política para acontecer em Stanleyville para criar um novo partido político com Antoine Gizenga, na intenção de isolar Kasa-Vubu e Abako no Parlamento para que ele pudesse remover o primeiro da presidência e substituí-lo. Os planos se dissolveram depois que Gizenga foi preso em janeiro de 1962. Em 13 de fevereiro, Bolikango foi nomeado Vice-Primeiro Ministro. Em 12 de julho, Adoula reduziu seu governo e o demitiu de seu cargo. Ele então reentrou na oposição parlamentar e, em agosto, estava trabalhando com Rémy Mwamba e Christophe Gbenye (ambos ex-ministros também demitidos do governo de Adoula) para tentar obter apoio para desalojar Adoula. Bolikango era o favorito da oposição para substituir o primeiro-ministro. Em 1963, após a derrota de Catanga, ele conseguiu organizar uma coalizão de oposição ao governo de Adoula, composta por Abako, de seguidores de esquerda de Lumumba (até então mortos) e Gizenga, além da legenda de Tshombe, Confederação das Associações Tribais de Catanga (CONAKAT). Ele também frustrou uma tentativa de um dos ministros de Adoula de criar um partido pró-governo na província do Equador. Naquele ano, o Parlamento foi adiado e o mandato de Bolikango como deputado nacional terminou. No final de 1963, Laurent Eketebi deixou PUNA e aliou-se com a minoria tribal budja na assembleia provincial, destruindo o conceito de uma tribo unificada bangalas que Bolikango tinha usado para elevar sua posição social e política.
Em 1962, o Parlamento concordou com a divisão das seis províncias do Congo em unidades políticas menores. A subdivisão prejudicou a influência política da PUNA, pois tinha uma forte adesão em Coquilhatville, capital da província do Equador, mas não nas áreas periféricas, onde dependia do controle da administração provincial para garantir sua presença. Bolikango se opôs à divisão do Equador e, em 1965, fez da reunificação provincial uma parte fundamental de sua plataforma de campanha parlamentar. Nas eleições de 1965, foi reeleito para um segundo mandato na Câmara dos Deputados com uma chapa da PUNA – Convention Nationale Congolaise (CONACO). Ele recebeu 53 083 votos preferenciais, tornando-o o representante congolês mais popular de seu respectivo distrito eleitoral, perdendo apenas para Tshombe no sul de Catanga. No entanto, sua proposta de reunificação provincial encontrou forte resistência dos deputados da Província de Ubangi — uma das divisões sucessoras do Equador — e não foi executada.

### Regime de Mobutu
O estadista Joseph-Désiré Mobutu assumiu o poder em novembro de 1965, e em 24 de novembro, Bolikango foi nomeado Ministro das Obras Públicas. Mobutu também interveio em uma disputa territorial na antiga província de Equador e concedeu terras contestadas a Ubangi sobre Moyen-Congo — a nova província representada por Bolikango. Incomodado com o resultado, Bolikango convocou uma reunião de parlamentares de ambas as províncias em fevereiro de 1966 para discutir a restauração do Equador. Suas ideias atraíram mais apoio do que durante sua tentativa anterior, já que havia deputados provinciais em Ubangi já fazendo pedidos em seu governo para reunificação, e vários políticos da CONACO iniciaram uma campanha para eliminar a província de Cuvette-Centrale depois de perder uma luta local pelo poder. Com o apoio de Mobutu, o Equador foi restaurado em 11 de abril.
Em 4 de abril, Mobutu demitiu Bolikango de seu cargo ministerial, ostensivamente por "falta de disciplina e recusa em seguir as ordens recebidas". Esta demissão foi a primeira de muitas que Mobutu usaria para pressionar os políticos congoleses estabelecidos, embora Bolikango não tivesse ficado em desvantagem por muito tempo; em 4 de julho de 1968 ele foi escolhido para o escritório político Mouvement Populaire de la Révolution (MPR), o partido do estado, trabalhando lá até 16 de dezembro de 1970. O segundo mandato de Bolikango como um deputado nacional terminou em 1967. Entre 1970 a 1975, ele ocupou seu último mandato no Parlamento, representando o círculo eleitoral de Quinxassa.
Posteriormente, Bolikango atuou como diretor administrativo da empresa de construção Sogenco, e delegado geral da Société zaïroise de Matériaux e das paraestatais STK. Durante o mesmo tempo, ele fez viagens frequentes a Lisala, onde permaneceu uma figura popular. Surgiram rumores na capital de que Bolikango estava planejando usar sua estima política regional para fins subversivos, então o regime de Mobutu monitorou de perto suas atividades. Bolikango se juntou ao comitê central do MPR em setembro de 1980. Ele morreu de uma doença em 17 de fevereiro de 1982 em Liège, na Bélgica.

## Legado
O sociólogo Ludo De Witte escreveu sobre Bolikango como um político "neocolonial" que era "míope e louco pelo poder". Bolikango é lembrado no Congo como um dos "pais da independência". A Fondation Jean Bolikango foi criada pelo neto de Bolikango em sua memória. A fundação se concentra no apoio à educação e ao progresso social. Em 2005, o presidente Joseph Kabila concedeu postumamente a Bolikango uma medalha por dedicação ao serviço público. Bolikango foi também Comendador da Ordem Nacional do Leopardo, membro da Ordem Real do Leão, e ganhador da medalha Benemerenti (1950), Medaille Commémorative du Voyage royal (1955), medalha de ouro da Association Royale Sportive Congolaise, e medalhas de bronze e prata por outros atos de serviço público. Em 22 de fevereiro de 2007, uma cerimônia foi realizada na província do Equador para comemorar o 25.º aniversário de sua morte.